# 2. American-Football-Bundesliga 2004
Die Zweitliga-Saison 2004 in der Sportart American Football war die 23. Saison der zweithöchsten Spielklasse in Deutschland. Meister wurden die Munich Cowboys in der Südgruppe sowie die Cologne Falcons im Norden.

## Ligaaufteilung
In der Nordgruppe gab es insgesamt vier Aufsteiger, durch die Nichtlizenzvergabe an die Cologne Crocodiles rückten die Weyhe Vikings nach und die Hannover Musketeers, 2003 Zweiter der 2. Bundesliga Nord, rückten in die GFL Nord auf. Die Hamburg Wild Huskies benannten sich vor der Saison in Hamburg Eagles um. In der Südgruppe spielten, nach dem Rückzug der Mainz Golden Eagles, nur sieben Mannschaften. Die Simbach Wildcats zogen nach Kirchdorf um und benannten sich auch entsprechend Kirchdorf Wildcats.
| Gruppe Nord                | Gruppe Nord   | Gruppe Süd             | Gruppe Süd              |
| -------------------------- | ------------- | ---------------------- | ----------------------- |
| Team                       | Vorjahr       | Team                   | Vorjahr                 |
| Assindia Cardinals (A)     | 6. GFL Nord   | Allgäu Comets          | 3. GFL2 Süd             |
| Bielefeld Bulldogs (N)     | 1. RL West    | Darmstadt Diamonds     | 2. GFL2 Süd             |
| Cologne Falcons (N)        | 2. RL West    | Franken Timberwolves   | 6. GFL2 Süd             |
| Hamburg Eagles             | 4. GFL2 Nord  | Hanau Hornets          | 5. GFL2 Süd             |
| Kiel Baltic Hurricanes (N) | 1. RL Nordost | Kirchdorf Wildcats     | 1. GFL2 Süd             |
| Langenfeld Longhorns       | 5. GFL2 Nord  | Munich Cowboys (N)     | 1. RL Süd               |
| Lübeck Cougars             | 3. GFL2 Nord  | Wiesbaden Phantoms (N) | 1. RL Mitte Gruppe Blau |
| Weyhe Vikings (N)          | 2. RL Nordost |                        |                         |

- Vorjahr = Platzierung und Liga des Vorjahres
- RL = Regionalliga
- (N) Aufsteiger aus der Regionalliga
- (A) Absteiger aus der GFL

## Saisonverlauf

### Reguläre Saison
In der Nordgruppe kämpften drei Teams um den Relegationsplatz zur GFL, darunter, neben den Kiel Baltic Hurricanes und den Lübeck Cougars, überraschend auch der Aufsteiger Cologne Falcons. Dabei starteten die Falcons und die Hurricanes am besten und trafen zur Mitte der Saison jeweils ungeschlagen zum ersten Schlagabtausch in Köln aufeinander. Die Kieler hatten bis dahin sieben Spiele gewonnen und die Falcons folgten mit sechs Siegen. Es entwickelte sich ein offener Schlagabtausch, bei dem die Kieler bis zum Ende des dritten Viertels noch die Nase mit 21:20 vorne hatten und drei Minuten vor Spielende das 28:27 erzielten. Doch Falcons-QB David Drane führte seine Mannschaft noch einmal zur Endzone der Hurricanes. Ein 10-Meter-Pass auf WR Simon Eisebitt, eine Minute vor Spielende besiegelte das 33:28 für die Falcons. Unterdessen pirschten sich die Lübeck Cougars mit einer Siegesserie an das Führungsduo heran. Die Hansestädter verloren zu Beginn der Saison gegen die Falcons und die Hurricanes, blieben dann aber ungeschlagen bis wenige Spieltage vor Schluss. Die Falcons mussten am neunten Spieltag etwas um ihre weiße Weste zittern. Ein knappes 8:6 bei den Hamburg Eagles wurde erst gesichert, nachdem die Eagles die Two-Point Conversion nicht zum Ausgleich verwerten konnten. Einen Spieltag später machten die Eagles dann auch den Cougars das Leben schwer, mussten sich dann aber doch mit 13:18 beugen. Wiederum eine Woche später kam es zu einem vorentscheidenden Spiel. Die Lübeck Cougars mussten in Kiel antreten. Das Hinspiel hatten die Hurricanes mit 31:19 gewonnen, dies galt es für die Cougars aufzuholen. Vor 1400 Zuschauern im Holstein-Stadion taten die Lübecker alles und führten in der Halbzeit mit 28:15. Doch nach der Halbzeit kamen die Kieler besser ins Spiel, ohne allerdings wirklich aufzuholen. So stand es im vierten Quarter 48:31 für die Cougars, was ihnen gereicht hätte den direkten Vergleich zu gewinnen, doch ein 37-Meter-TD-Pass von QB Tommy Guy auf WR Lindner zum 48:38 wendete das Blatt zugunsten der Hurricanes. Größter Profiteur des Ergebnisses waren allerdings die Cologne Falcons, die zwar nur ein 23:23 gegen die Langenfeld Longhorns erspielten und ihren ersten Punkt abgaben, aber anstatt zwei nun drei Punkte Vorsprung hatten. Diesen Vorsprung ließen sich die Falcons dann nicht mehr nehmen. Sie standen bereits vor dem letzten Spiel gegen Kiel als Meister fest, woran auch die erste Saisonniederlage, ein 21:10 in Kiel, nichts mehr änderte.
In der Südgruppe entspann sich ein Dreikampf um den Relegationsplatz zur GFL. Neben dem Meister und Vize des Vorjahres, den Kirchdorf Wildcats (Im Vorjahr noch in Simbach beheimatet) und Darmstadt Diamonds, spielten auch die Munich Cowboys um den Titel mit. Zwei Jahre nach den freiwilligen Gang in die dritte Liga und dem folgenden Aufstieg zurück in die Liga Zwei, klopften die Cowboys direkt wieder an der Tür zur GFL-Süd an. Zwar mussten sie am fünften Spieltag eine 26:7-Niederlage gegen die Hanau Hornets hinnehmen, doch bereits eine Woche später gaben sie ihrerseits den Kirchdorfern mit 42:0 klar das Nachsehen. So ergab sich zur Saisonmitte eine Zweiteilung der Liga. Vorne lagen die Cowboys mit zwei Minuspunkten gefolgt von Diamonds und Wildcats die jeweils drei Minuszähler auf ihrem Konto verbucht hatten. Mit jeweils sechs Minuspunkten hatten die Wiesbaden Phantoms, Hanau Hornets und Allgäu Comets schon etwas Abstand und das Schlusslicht bildeten zu diesem Zeitpunkt die Franken Timberwolves die noch ganz ohne Punkterfolg dastanden. Durch die Terminierungen einzelner Spiele ergab sich danach ein etwas schiefes Tabellenbild, da zum Teil Mannschaften zwei Spiele weniger aufwiesen als andere. So fielen die Wildcats zunächst auf Rang vier zurück, nachdem sie eine Heimniederlage gegen die Wiesbaden Phantoms quittieren mussten. Eine kleine Vorentscheidung fiel dann am neunten Spieltag, als die Cowboys vor 1.500 Zuschauern in Darmstadt mit 13:8 knapp die Oberhand behielten und somit 3 Punkte zwischen sich und die Verfolger legten. Zwar mussten sie sich den Wildcats dann am vorletzten Spieltag mit 14:17 geschlagen geben, doch ein sicherer 49:14-Sieg in der Schlussrunde in Wiesbaden brachte die Munich Cowboys in die Aufstiegsrelegation. Am Tabellenende veränderte sich in der zweiten Saisonhälfte nur noch wenig, Wiesbaden setzte sich auf dem vierten Platz fest und auch die Hornets hatten mit dem Abstieg nichts mehr zu tun. Am vorletzten Spieltag sicherten sich dann auch die Allgäu Comets den Ligaverbleib. Dabei profitierten sie, bei einer eigenen Niederlage gegen Kirchdorf von der zeitgleichen Niederlage der Franken in Darmstadt.

### Relegation um den Aufstieg in die GFL
Im Süden kam es zu keinen Relegationsspielen da in der GFL Süd 2004 nur fünf Teams antraten. Die Munich Cowboys stiegen als Sieger der 2. Liga Süd auf.
Im Norden mussten sich die Cologne Falcons mit den Hannover Musketeers auseinandersetzen. Schon im ersten Spiel in Hannover machte der Zweitligameister aus Köln klar, dass man in die erste Liga wolle. Mit 48:21 konnten die Falcons vor 700 Zuschauern im Rudolf-Kalweit-Stadion gewinnen. Und auch das Rückspiel wurde eine sichere Beute für die Falken. Mit einem 44:0-Erfolg wurde der Aufstieg besiegelt, während die Hannoveraner, nach nur einem Jahr in der ersten Liga, den Weg zurück in die Zweitklassigkeit antreten mussten.

### Relegation zum Aufstieg in die 2. Bundesliga
Neben die beiden Direktaufsteigern Weinheim Longhorns und Königsbrunn Ants kämpften die Regionalligazweiten Deggendorf Black Hawks und Stuttgart Silver Arrows um den dritten Aufstiegsplatz in der Südgruppe. Deggendorf konnte sein Heimspiel gewinnen und ein 39:0 vorlegen. Doch die Stuttgarter ließen sich dadurch nicht einschüchtern und schafften im Rückspiel beinahe noch die Wende. Am Ende stand es in Stuttgart 34:0 für die Silver Arrows, was knapp nicht reichte. Somit standen die Deggendorfer als dritter Aufsteiger fest.
Auch im Norden ging es knapp zu. Der Meister der RL West, die Troisdorf Jets bekamen es mit dem Meister der RL Ost, den Berlin Rebels zu tun. Im Troisdorf trennten sich die Teams mit einem ganz engen 6:7. Im Rückspiel in Berlin gaben die Berliner dann aber den Takt an und gewannen mit 23:0. Um den zweiten Aufstiegsplatz spielten der Meister der RL Nordost, die Osnabrück Tigers, gegen den Zweiten aus dem Westen, die Bochum Cadets. Die Cadets konnten in Osnabrück einen 20:14-Sieg landen, doch die Tigers gaben nicht auf und erkämpften sich in Bochum ein 13:13-Remis, was den Cadets allerdings zum Aufstieg reichte.

## Statistik

### Gruppe Nord

#### Ergebnisse Nord
| Mannschaft             | CF    | KBH   | LC    | WV    | HE    | LL    | AC    | BB    |
| ---------------------- | ----- | ----- | ----- | ----- | ----- | ----- | ----- | ----- |
| Cologne Falcons        | –     | 33:28 | 35:14 | 42:36 | 28:21 | 23:23 | 45:7  | 54:7  |
| Kiel Baltic Hurricanes | 21:10 | –     | 38:48 | 34:14 | 37:17 | 31:3  | 28:12 | 59:25 |
| Lübeck Cougars         | 20:47 | 19:31 | –     | 36:3  | 32:18 | 24:0  | 53:28 | 34:6  |
| Weyhe Vikings          | 30:47 | 29:45 | 22:24 | –     | 41:34 | 41:21 | 44:28 | 44:14 |
| Hamburg Eagles         | 6:8   | 10:34 | 13:18 | 41:21 | –     | 47:6  | 42:6  | 25:14 |
| Langenfeld Longhorns   | 7:36  | 20:48 | 14:41 | 0:47  | 20:30 | –     | 13:7  | 40:21 |
| Assindia Cardinals     | 17:51 | 31:43 | 0:55  | 6:30  | 17:15 | 38:3  | –     | 7:23  |
| Bielefeld Bulldogs     | 8:37  | 6:41  | 7:26  | 0:38  | 12:14 | 8:33  | 14:35 | –     |

#### Abschlusstabelle Nord
|    | Verein                 | Sp | S  | U | N  | TD      | Diff. | Punkte |
| -- | ---------------------- | -- | -- | - | -- | ------- | ----- | ------ |
| 1. | Cologne Falcons        | 14 | 12 | 1 | 1  | 496:245 | +251  | 25:30  |
| 2. | Kiel Baltic Hurricanes | 14 | 12 | 0 | 2  | 518:277 | +241  | 24:40  |
| 3. | Lübeck Cougars         | 14 | 11 | 0 | 3  | 444:262 | +182  | 22:60  |
| 4. | Weyhe Vikings          | 14 | 7  | 0 | 7  | 440:372 | 0+68  | 14:14  |
| 5. | Hamburg Eagles         | 14 | 6  | 0 | 8  | 333:294 | 0+39  | 12:16  |
| 6. | Langenfeld Longhorns   | 14 | 3  | 1 | 10 | 203:452 | −249  | 07:21  |
| 7. | Assindia Cardinals     | 14 | 3  | 0 | 11 | 239:459 | −220  | 06:22  |
| 8. | Bielefeld Bulldogs     | 14 | 1  | 0 | 13 | 175:487 | −312  | 02:26  |

### Gruppe Süd

#### Ergebnisse Süd
| Mannschaft           | MC    | KW    | DD    | WP    | HH    | AC    | FT    |
| -------------------- | ----- | ----- | ----- | ----- | ----- | ----- | ----- |
| Munich Cowboys       | ---   | 42:0  | 13:17 | 41:28 | 35:14 | 27:6  | 34:6  |
| Kirchdorf Wildcats   | 17:14 | ---   | 24:7  | 15:20 | 50:16 | 61:0  | 34:14 |
| Darmstadt Diamonds   | 8:13  | 17:17 | ---   | 35:34 | 36:6  | 45:0  | 28:8  |
| Wiesbaden Phantoms   | 14:49 | 21:35 | 13:17 | ---   | 35:14 | 42:28 | 34:6  |
| Hanau Hornets        | 26:7  | 0:23  | 22:33 | 12:35 | ---   | 28:21 | 30:0  |
| Allgäu Comets        | 0:49  | 21:24 | 8:24  | 6:52  | 21:8  | ---   | 33:6  |
| Franken Timberwolves | 12:29 | 6:69  | 0:44  | 12:51 | 6:38  | 26:20 | ---   |

#### Abschlusstabelle Süd
|    | Verein               | Sp | S  | U | N  | TD      | Diff. | Punkte |
| -- | -------------------- | -- | -- | - | -- | ------- | ----- | ------ |
| 1. | Munich Cowboys       | 12 | 10 | 0 | 2  | 387:131 | +256  | 20:40  |
| 2. | Kirchdorf Wildcats   | 12 | 9  | 1 | 2  | 369:178 | +191  | 19:50  |
| 3. | Darmstadt Diamonds   | 12 | 8  | 1 | 3  | 300:168 | +132  | 17:70  |
| 4. | Wiesbaden Phantoms   | 12 | 7  | 0 | 5  | 379:270 | +109  | 14:10  |
| 5. | Hanau Hornets        | 12 | 4  | 0 | 8  | 214:302 | 0−88  | 08:16  |
| 6. | Allgäu Comets        | 12 | 2  | 0 | 10 | 164:392 | −228  | 04:20  |
| 7. | Franken Timberwolves | 12 | 1  | 0 | 11 | 096:468 | −372  | 02:22  |

### Relegation zum Aufstieg in die GFL

#### Nord
| Heimverein          | Gastverein          | Ergebnis | Nach Quartern         |
| ------------------- | ------------------- | -------- | --------------------- |
| Hannover Musketeers | Cologne Falcons     | 21:48    | 7:14; 7:0; 0:21; 7:13 |
| Cologne Falcons     | Hannover Musketeers | 44:0     | 14:0; 7:0; 7:0; 16:0  |

- Die Cologne Falcons steigen in die GFL Nord auf, die Hannover Musketeers steigen in die GFL 2 Nord ab.

#### Süd
- Die Munich Cowboys steigen direkt auf, da in der GFL Süd nur fünf Mannschaften antraten.

### Relegation zum Aufstieg in die 2. Bundesliga

#### Nord
| Heimverein                 | Gastverein                 | Ergebnis |
| -------------------------- | -------------------------- | -------- |
| Troisdorf Jets (1.RL West) | Berlin Rebels (1.RL Ost)   | 6:7      |
| Berlin Rebels (1.RL Ost)   | Troisdorf Jets (1.RL West) | 23:0     |

| Heimverein                      | Gastverein                      | Ergebnis |
| ------------------------------- | ------------------------------- | -------- |
| Osnabrück Tigers (1.RL Nordost) | Bochum Cadets (2.RL West)       | 14:20    |
| Bochum Cadets (2.RL West)       | Osnabrück Tigers (1.RL Nordost) | 13:13    |

- Die Berlin Rebels und die Bochum Cadets steigen in die 2. Bundesliga Nord auf.

#### Süd
| Heimverein                           | Gastverein                           | Ergebnis |
| ------------------------------------ | ------------------------------------ | -------- |
| Deggendorf Black Hawks (2.RL Süd)    | Stuttgart Silver Arrows (2.RL Mitte) | 39:0     |
| Stuttgart Silver Arrows (2.RL Mitte) | Deggendorf Black Hawks (2.RL Süd)    | 34:0     |

- Die Meister der Regionalligen Mitte und Süd, die Weinheim Longhorns und Königsbrunn Ants stiegen direkt in die 2. Bundesliga Süd auf, dritter Aufsteiger sind die Deggendorf Black Hawks.